# Höstlåsbräken
Höstlåsbräken (Botrychium multifidum) är en art i familjen låsbräkenväxter i växtdivisionen ormbunksväxter.

## Bildgalleri

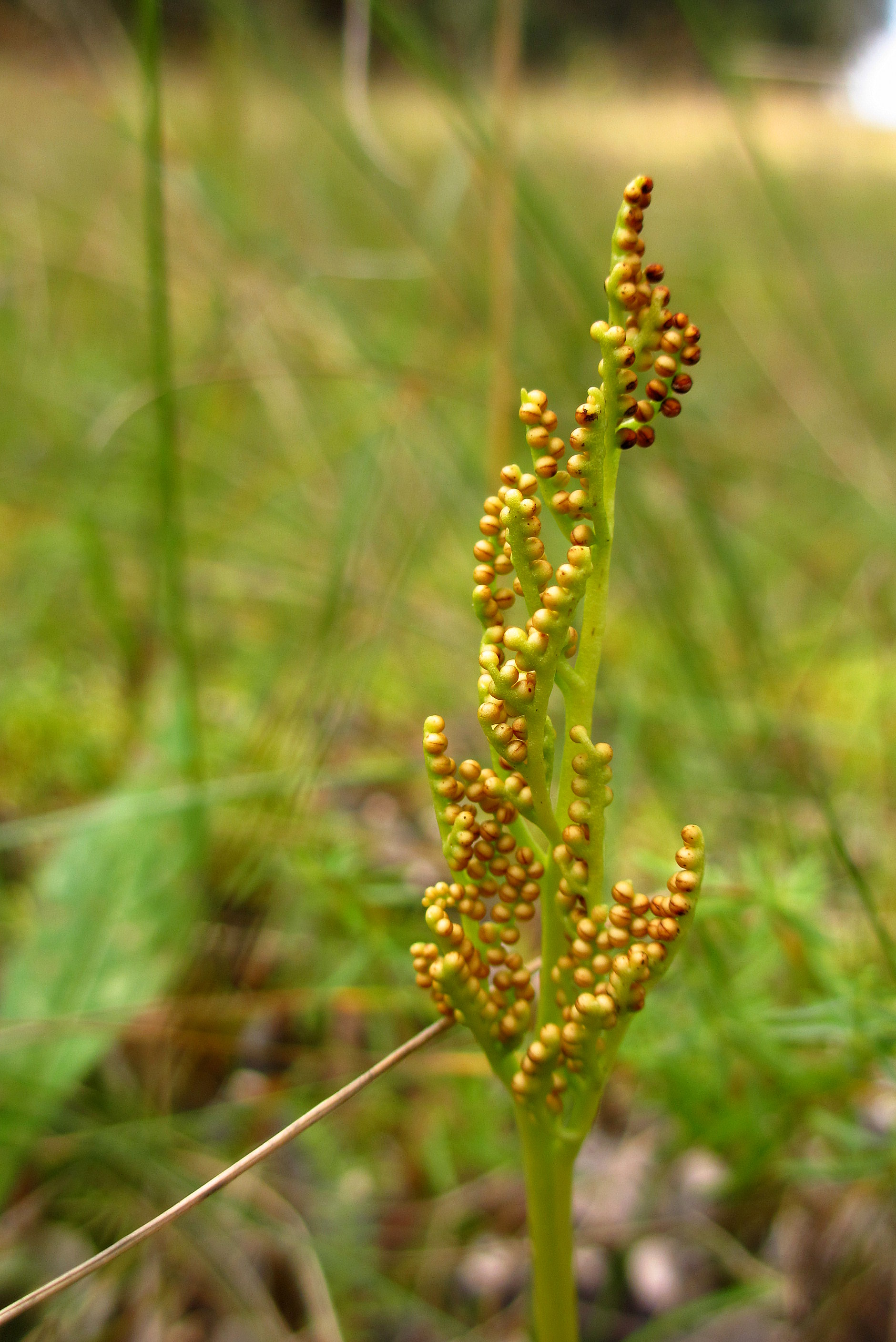
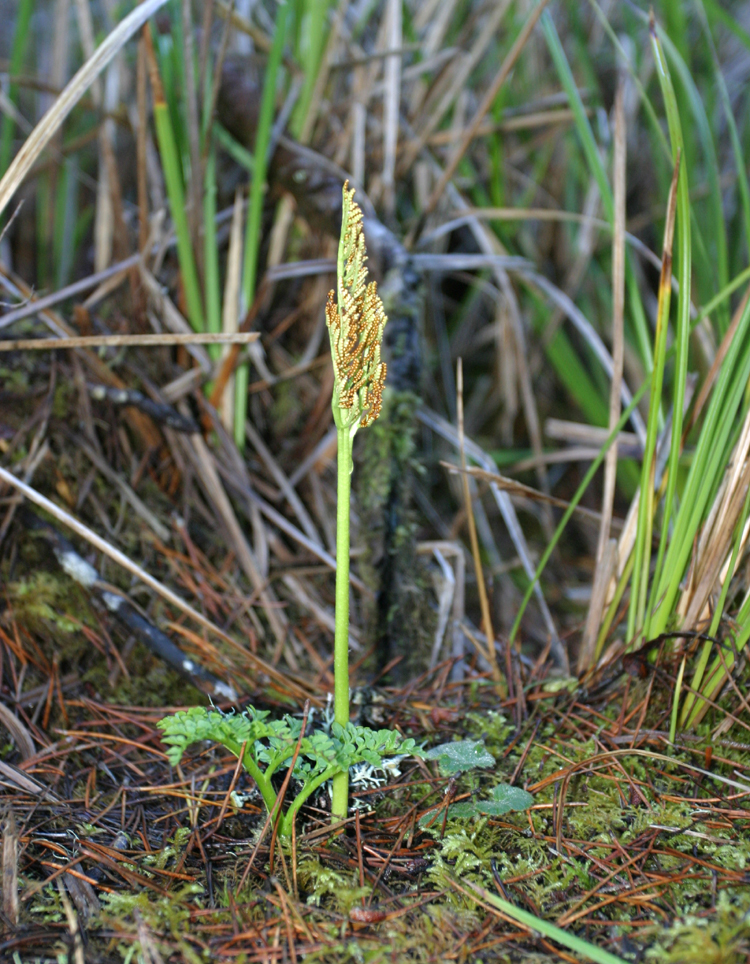
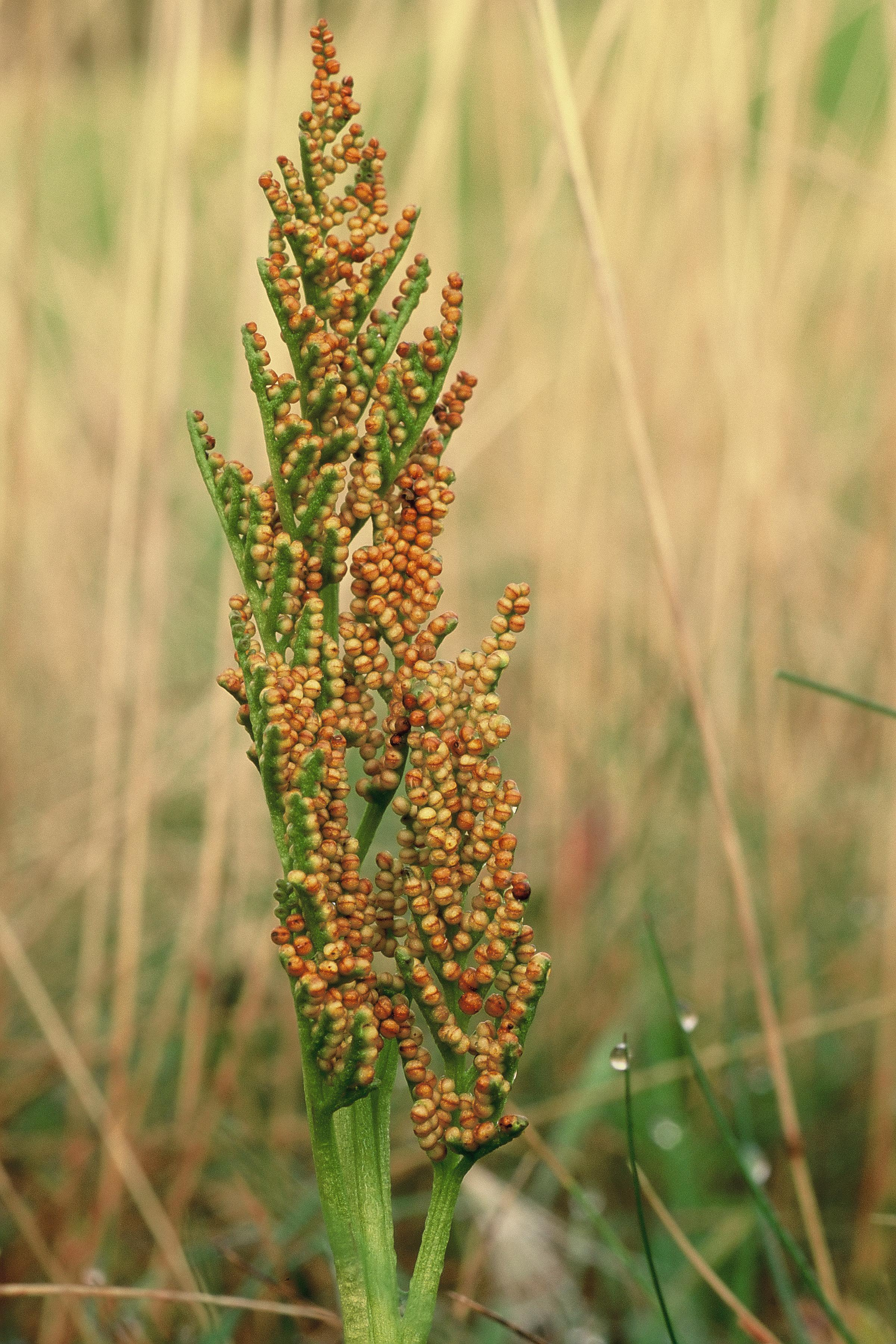
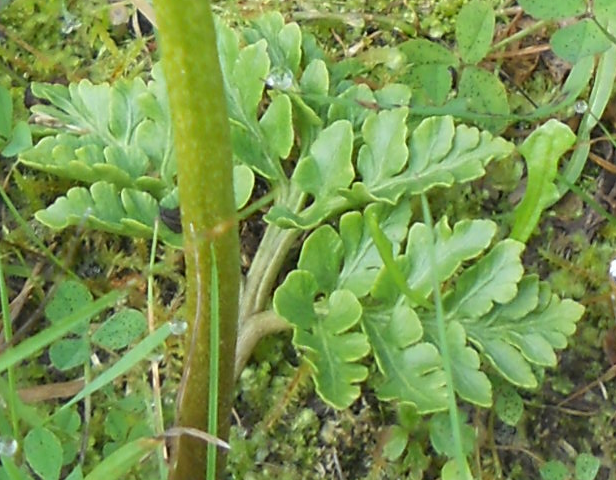